# Chimayo Trading Post and E.D. Trujillo House
Le Chimayo Trading Post and E.D. Trujillo House est un bâtiment américain à Española, dans le comté de Rio Arriba, au Nouveau-Mexique. Construit dans le style Pueblo Revival en 1939, cet édifice commercial  doté d'un espace résidentiel est inscrit au Registre national des lieux historiques le 13 mai 1999.